# Heriveus z Remeše
Heriveus z Remeše (9. století - 2. července 922) byl západofranský duchovní a od roku 900 až do své smrti remešský arcibiskup. Heriveovo funkční období bylo poznamenáno genezí Normandského vévodství a rostoucími spory mezi karolinským králem Karlem III. Francouzským a jeho rivalem Robertem I. Francouzským z dynastie Robertovců.

## Životopis
Heriveus se narodil do franské šlechtické rodiny. Remešský historik Flodoard uvádí, že byl synovcem Hucbalda, hraběte z Ostreventu. V dochovaných zdrojích je Heriveus zmíněn k roku 894, kdy sloužil pod arcikancléřem Walterem ze Sens, jako notář v úřadu krále Odona Pařížského. V roce 898 po nástupu Karla Francouzského na trůn, zůstal Heriveus ve službách královské kanceláře, jejíž vedení převzal Fulko z Remeše.
Když byl v roce 900 Fulko zavražděn, jeho nástupcem se stal Heriveus. Remešským arcibiskupem byl vysvěcen sufragánními biskupy. Jako arcibiskup byl oddaným pastorem a účinným správcem. Dohlížel na několik umístění relikvií svatých, včetně přemístění těla svatého Remigia na nové místo za oltářem v opatství Saint-Remi. Přestavěl několik remešských opevnění, která byla poškozena nebo zničena Vikingy, včetně opevnění v Mouzonu na řece Máze. V roce 902 uzavřel s mohučským arcibiskupem Hattem dohodu o vlastnických právech remešského kostela ve Vogézách a vysvětil nový kostel v Kuselu.
V roce 909 Heriveus svolal do Trosly provinční synodu. Dochované zdroje uvádějí, že synod byl svolán, aby se vypořádal s nedávnou devastací regionu způsobenou Vikingy a aby odsoudil další morální selhání. Heriveus a provinční biskupové prosili duchovní, aby se vyvarovali hříšného chování. Opaty laiky vyzvali k oživení mnišství a respektovali církevní majetek a práva.
Po většinu svého funkčního období zůstal Heriveus loajálním zastáncem krále Karla III. Francouzského. Když se v roce 920 mnoho králových přívrženců od krále odklonilo, především kvůli zvýhodňování králova hlavního rádce, povýšeného hraběte Hagana, hrál Heriveus klíčovou roli při usmíření obou znesvářených stran. V roce 922 se šlechtici znovu vzbouřili a tentokrát se od krále odklonil i Heriveus, který spolu většinou franských šlechticů přešel na stranu Karlova rivala Roberta I. Francouzského, bratra zesnulého krále Odona. Robert byl dne 29. června 922 arcibiskupem Walterem ze Sens v opatství Saint-Remi v Remeši korunován králem. Heriveus měl v této době patrně již podlomené zdraví, protože o několik dní později, 2. července roku 922 zemřel. Jeho nástupcem a novým arcibiskupem se stal Seulf z Remeše.